# Deutsch-eritreische Beziehungen
Die Deutsch-eritreische Beziehungen bestehen seit der Unabhängigkeit Eritreas von Äthiopien im Jahre 1993. Sie sind allerdings von der schlechten Menschenrechtslage in Eritrea belastet. Unter den Afrodeutschen zählen Eritreer inzwischen zu den größten Gruppen.

## Geschichte
Einige deutschsprachige Forscher wie Friedrich Gerstäcker und der Werner Munzinger bereisten Eritrea im 19. Jahrhundert. Im Jahre 1871 veröffentlichte der Orientalist Franz Praetorius eine Abhandlung über die Sprache der Tigrinya. Die Rosengesandtschaft, die im Namen von Kaiser Wilhelm II. einen Handels- und Freundschaftsvertrag mit dem Kaiserreich Abessinien abschloss, erreichte Eritrea im Mai 1905. Im Zweiten Weltkrieg kam die Deutsche Freiwillige Motorisierte Kompanie in Eritrea als Freiwilligenverband im Ostafrikafeldzug in Italienisch-Ostafrika zum Einsatz. Am 2. April 1941 jedoch eroberte Großbritannien Eritrea, nachdem die Italiener sich am 1. April in Asmara geschlagen geben mussten. Nach dem Zweiten Weltkrieg gehörte Eritrea wieder zu Abessinien bzw. später zu dem Nachfolgestaat Äthiopien. Es kam infolgedessen zu einem langwierigen Unabhängigkeitskrieg. 1976 wurde das Eritrea-Hilfswerk in Deutschland von Deutschen und Eritreern gegründet. 1993 endete der langjährige Krieg mit der Unabhängigkeit Eritreas von Äthiopien.
Deutschland erkannte die Unabhängigkeit des Landes an und nahm diplomatische Beziehungen zu Eritrea auf. Die Deutsche Botschaft Asmara wurde 1995 eingerichtet, mit Wolfgang Ringe als erstem deutschen Botschafter im Land. Vier Jahre später wurden die Eritreische Botschaft in Berlin im Ortsteil Pankow eröffnet. Die bilateralen Beziehungen wurden allerdings von der sehr autoritären Regierungsweise in Eritrea unter dem langjährigen Diktator Isayas Afewerki getrübt. Um der Repression im Land und der willkürlichen und zeitlich unbegrenzten Einberufung in die Streitkräfte Eritreas zu entkommen, flüchten hunderttausende Eritreer ins Ausland, darunter auch nach Deutschland. Allein im Jahre 2014 beantragten über 13.000 Eritreer in Deutschland Asyl. 2015 wurde in deutschen Medien berichtet, dass das eritreische Regime bei Auslandseritreern seit vielen Jahren eine sogenannte „Aufbausteuer“ von zwei Prozent des Nettoeinkommens über ihre ausländischen Vertretungen eintreibt, welche essenziell für das Regime sind. Wer die Steuer nicht zahlt, erhält keine Dienstleistungen mehr vom eritreischen Staat und kann damit z. B. nicht mehr in das Land einreisen, um Verwandte zu besuchen.
Im Oktober 2022 entschied das Bundesverwaltungsgericht, dass die Beantragung von Reisepässen in der eritreischen Botschaft für Staatsangehörige in Deutschland „unzumutbar“ sei. Personen müssten für einen Reisepass eine „Reueerklärung“ mit einer Selbstbezichtigung einer Straftat abgeben. Illegal Ausgereisten drohe in der Heimat außerdem Haft und Folter.

## Wirtschaftliche Beziehungen
Die wirtschaftlichen Beziehungen zwischen beiden Ländern sind kaum entwickelt. Das bilaterale Handelsvolumen lag im Jahr 2021 bei lediglich 4,3 Millionen Euro, womit Eritrea einen der hintersten Plätze in der Rangliste der deutschen Außenhandelspartner einnimmt. Trotzdem gibt es ein relativ breites Spektrum an ausgetauschten Waren.

## Entwicklungszusammenarbeit
Aufgrund der schlechten Menschenrechtslage und der internationalen Isolation Eritreas gibt es keine bilaterale Entwicklungszusammenarbeit auf der staatlichen Ebene. Es sind allerdings private deutsche Vereine und Stiftungen wie ArcheMed, Medcare, Pro Eritrea und Hammer Forum im Land aktiv. Im Rahmen des Dabei-Projekts sind Eritrea und Deutschland Dabei-Partner.

## Kulturbeziehungen

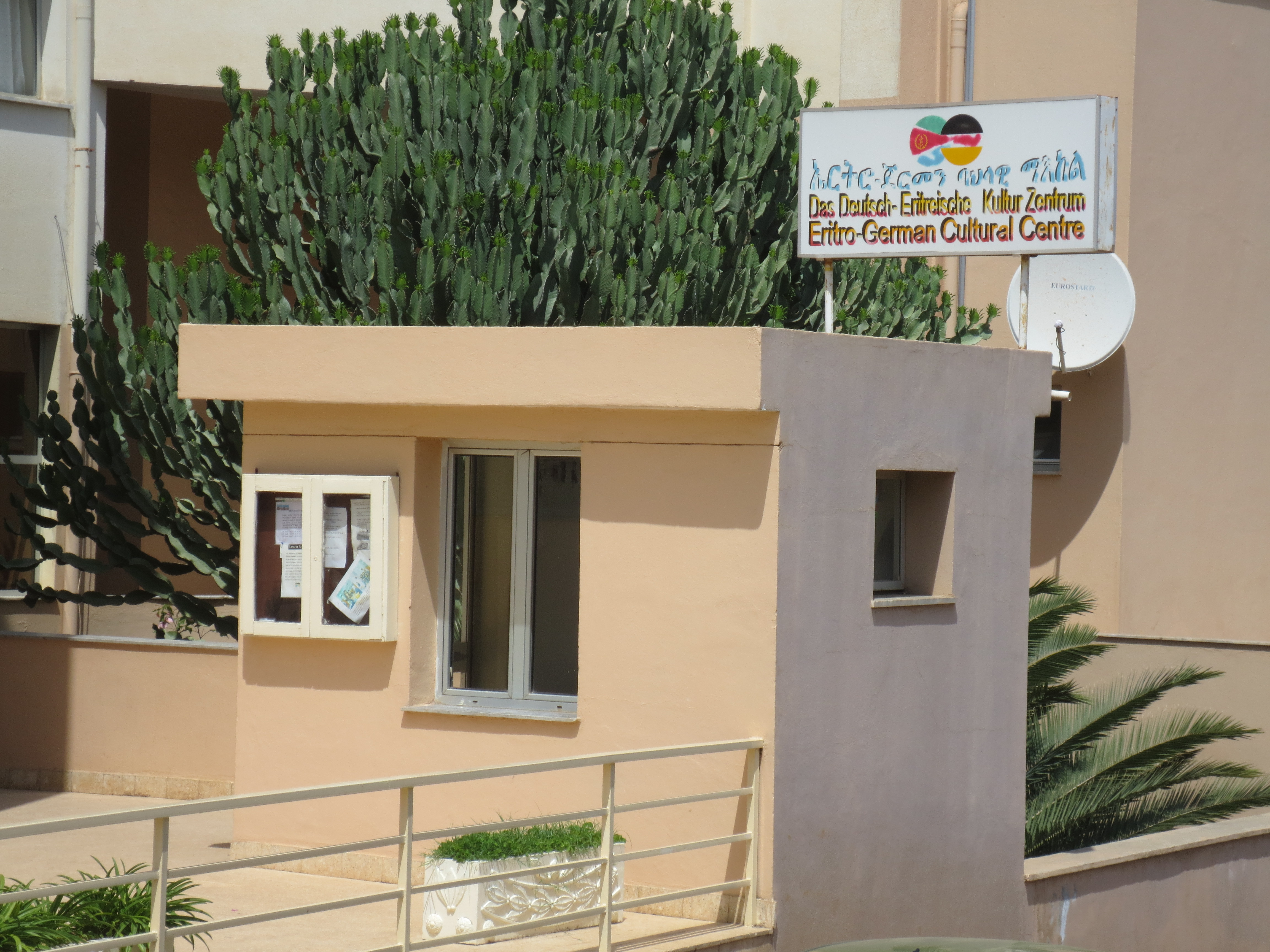
Eingangsbereich des Deutsch-Eritreischen Kulturzentrums in Asmara

In Asmara besteht ein Eritreisch-Deutsche Management- und Kulturzentrum mit einer deutschen Bibliothek. Die Philharmonie Leipzig trat 2015 und 2016 in Eritrea auf. 2017 wurde in Frankfurt am Main die Deutsch-Eritreische Gesellschaft gegründet, welche der Förderung des kulturellen Austauschs zwischen den beiden Ländern dient.

## Migration
Im Jahre 2021 lebten knapp 80.000 Eritreer in Deutschland, bei einer Einwohnerzahl zwischen fünf und sechs Millionen in Eritrea selbst. Eritreer gehören damit zu den größten afrikanischstämmigen Bevölkerungsgruppen in der Bundesrepublik. Die meisten Eritreer kamen nach 1960 als Flüchtlinge ins Land und zwischen 2015 und 2021 zählten Staatsbürger Eritreas in jedem Jahr zu den häufigsten Herkunftsländern von Asylbewerbern in Deutschland, mit teilweise über 10.000 Asylanträgen pro Jahr. Ein besonderes Zentrum der eritreischen Bevölkerung in Deutschland ist das Land Hessen, insbesondere die Städte Frankfurt am Main und Gießen. Teilweise kommt es innerhalb der Diaspora zu Konflikten über die politische Situation im Heimatland.
Zu den bekannten Deutsch-Eritreern gehören die Langstreckenläuferin Eleni Gebrehiwot, die Schauspieler Tedros Teclebrhan und Eskindir Tesfay, die Moderatorin Hadnet Tesfai, der Künstler Ezra Tsegaye, die Musiker Afrob, Nura und Amiaz Habtu sowie der Fußballspieler Joel Gerezgiher.

## Diplomatische Standorte

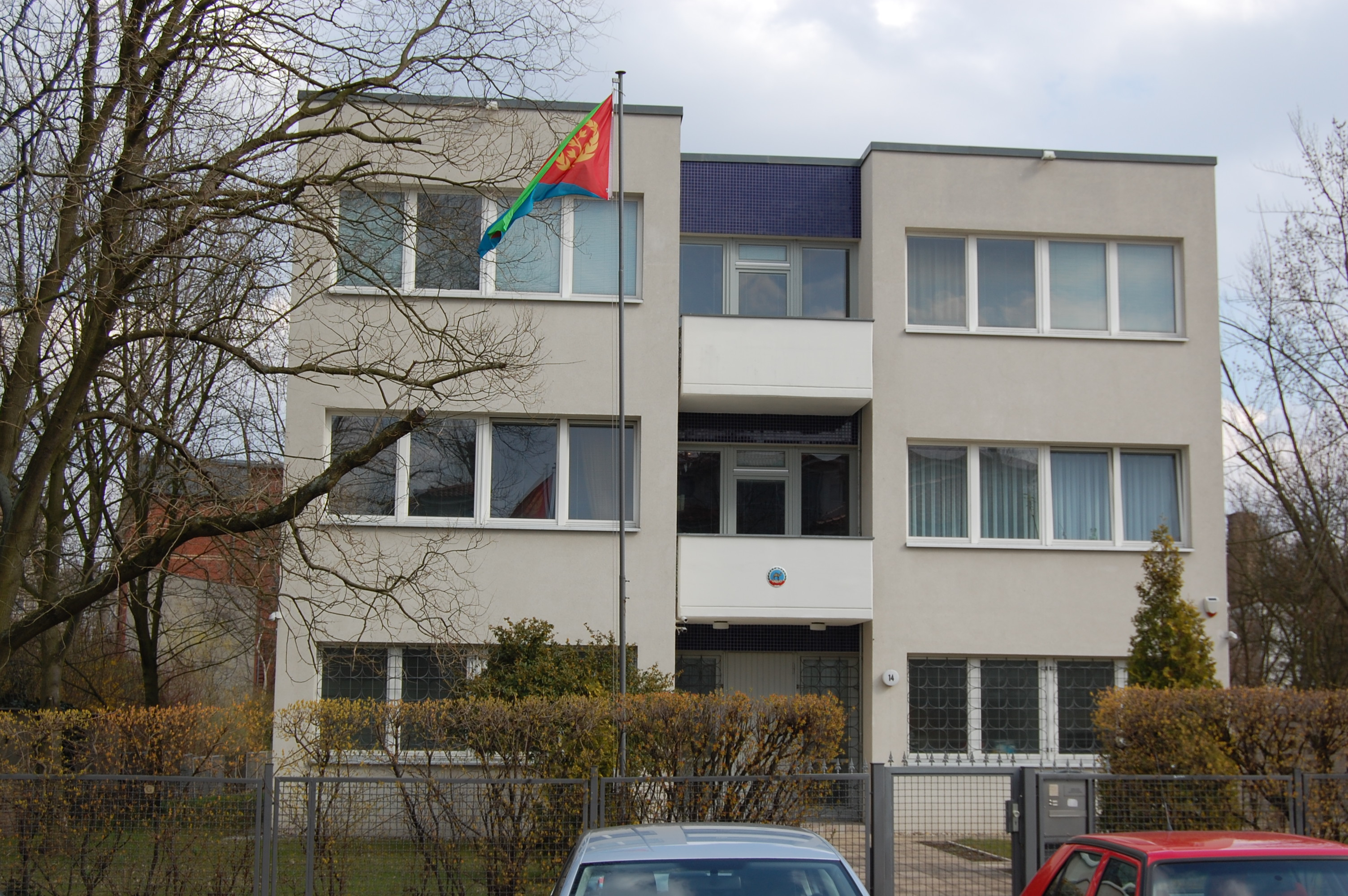
Eritreische Botschaft in Berlin

- Deutschland hat eine Botschaft in Asmara.[12]
- Eritrea hat eine Botschaft in Berlin und ein Generalkonsulat in Frankfurt am Main.[13]